# Hermann Grosselfinger
Hermann Grosselfinger (* 1889 in Sonthofen; † 1979 ebenda) war ein deutscher Maler und Alpinist.

## Leben und Werk
Hermann Grosselfinger wurde 1889 in Sonthofen im Allgäu geboren. Nach einer Lehre im väterlichen Geschäft als Dekorationsmaler (1906 Gesellenprüfung) besuchte er von 1906 bis 1908 die Städtische Gewerbeschule München und von 1908 bis 1910 die Königliche Kunstgewerbeschule München. Neben seiner Tätigkeit als Kunstmaler widmete sich Hermann Grosselfinger intensiv dem Alpinismus. Er ist Gründungsmitglied des Sonthofer Skiclubs und Pionier auf dem Gebiet des Alpinsports. Hermann Grosselfinger starb 1979 im Alter von 90 Jahren in Sonthofen. Seither verwalten seine Nachkommen das Archiv des Künstlers, das sich neben Schriftstücken und Grafiken vor allem aus Öl- und Temperabildern zusammensetzt.

### Besondere alpine Leistungen
- 1921 Erstbegehung Hohes Licht-Ostwand (V. Grad) mit Schraudolph[1]
- 1921 Erstbegehung Gliegerkarspitze-Nordwestkante (V.) mit Elfinger[2]
- 1922 Erstbegehung Biberkopf-Südwand (IV.) mit Gefährte[3]
- 1944 Skilehrer in Norwegen beim Militär

### Künstlerisches Schaffen
- Landschaftsgemälde und Stillleben, Öl-, Tusche- und Temperaarbeiten
- Landschaftsdarstellungen und Stillleben in Aquarelltechnik
- Restaurierungen und Neubemalungen alter Bauernmöbel

### Arbeiten in öffentlichem Besitz
- Stadt Sonthofen, Stadt Kempten, Stadt Memmingen, Sparkasse Sonthofen, Finanzbauamt Kempten, Landesversicherungsanstalt Schwaben, Kliniken Oberallgäu Immenstadt, Heimathaus Sonthofen, u. a.
- Etliche Arbeiten befinden sich zudem im Privatbesitz der Familie

## Würdigung
Charakteristisch für das Schaffen Hermann Grosselfingers ist seine bewusste Beschränkung auf zwei Themenbereiche: die Landschaft und das Blumenstillleben. Diesen Gattungen widmete er sich mit Fleiß und kreativer Energie. So entstand eine erstaunlich große Anzahl von Bildern in einer sehr gleichbleibenden Qualität und einem ganz persönlichen Duktus. Es sind im Ganzen gesehen zwei Hauptstilperioden zu erkennen: bis zum Zweiten Weltkrieg – er musste an beiden Kriegen teilnehmen – die starkfarbigen, sehr fein hingeschriebenen temperamentvollen Malereien, die Einflüsse des Expressionismus erahnen lassen. In dieser ersten Zeit entstanden die Bilder mit eindrucksvollen und überzeugenden koloristischen Leistungen. Seine Pinselführung wirkt souverän und überraschend im persönlichen Ausdruck.
Die zweite Phase seines Schaffens – das Spätwerk – wird von einer kühleren Farbigkeit und einer ruhigeren Form bestimmt, eine künstlerische Routine macht sich bemerkbar, die Bilder sind klarer und konzentrierter geworden.
Hermann Grosselfinger war 2005 Historischer Gast bei der Kunstausstellung Die Südliche.